# ارتباط ملغى
مغالطة الارتباط المُلغى (في الإنجليزية: Suppressed Correlative)، وهو نوع من الحجة التي تحاول إعادة تعريف قرين في علاقة ارتباط حصرية مع آخر بحيث يشتمل أحدهما على الآخر؛ أي باستبعاد أحد الاحتمالين. وتُعرَف هذه المغالطة أيضًا باسم مغالطة التباين المفقود ومغالطة العلاقة الملغية.

## الوصف
مثال نظري:
الشخص 1: «كل الأشياء إما X أو ليست X». (القرينين: X - ليس X.)
الشخص 2: «أنا أقوم بتعريف X بحيث تكون كل الأشياء التي تدَّعي أنها ليست X مشمولة في X.» (القرين المُلغى: ليس X).
يطرح ألكساندر باين مثال بسيط على ذلك:
الشخص الأول: «الأمور غامضة أو غير غامضة. متى يضرب الزلزال الأرض بالضبط لا يزال غامضًا، ولكن كيف يدور الدم في الجسم ليس كذلك.»
الشخص الثاني: «كل شيء غامض. لا تزال هناك أشياء يجب تعلمها حول الدوران الدموي.»
بغض النظر عما إذا كان رد الشخص 2 حول الدوران الدموي صحيحًا أم لا، فإن إعادة تعريف «الغامض» واسع جدًا لدرجة أنه يغفل التباين الكبير في مستوى الإدراك العلمي بين الزلازل والدورة الدموية. يجادل باين بأنه إذا اعتبرنا أصل الكون غامضًا بنفس المستوى مقارنةً مع معادلات بسيطة مثل 3 × 4 = 12، فلن يتواجد أي مفهوم يمكن وصفه بأنه غير غامض؛ يفقد إعادة تعريف «الغامض» أي معنى مفيد –وفقًا لباين.
إعادة التعريف ليست دائمًا واضحةً جدًا. قد يبدو من المعقول للوهلة الأولى تعريف الفرامل بأنها «وسيلة لإيقاف المركبة بسرعة»، ولكن بحسب هذا الوصف تمتلك جميع المركبات فرامل. يمكن لأي سيارة أن تضرب حاجز قوي يوقفها، ولكن القول لهذا بأن السيارة تمتلك فرامل عبثيًا.
غالبًا ما يستخدم هذا النوع من المغالطات جنبًا إلى جنب مع أحد مغالطات التعريف. وتعتبر من المغالطات غير الصورية.

## الاستخدام
ناقش العالم الأسكتلندي ألكساندر باين مغالطة الارتباط المُلغى في القرن التاسع عشر، وقد سمّاها حينها مغالطة العلاقة الملغية أيضًا. قدم العديد من الأمثلة على عدة أزواج مقترنة، بحيث تجد هذه المصطلحات المترابطة معناها من خلال التباين فيما بينها: الراحة- العناء، الجهل- المعرفة، الحديث- الصمت، وما إلى ذلك. صنّف باين هذا النوع من الأخطاء على أنه مغالطة نسبية كانت هي بدورها أحد مغالطات الالتباس.
رفض جاكوب لوفنبرغ تعريف الطريقة التجريبية -وهو تعبير بدا عريضًا يشمل جميع الطرق الممكنة- باعتباره خاضعًا لمغالطة الارتباط المُلغى. قيل بأنّ هذا الخطأ كان متواجدًا في فلسفة بعض التجريبيين -بما فيهم إدغار شيفيلد برايتمان؛ وذلك بسبب توسيعهم معنى المصطلحات الأخرى المرتبطة بحجج ذات صلة بذلك، كما في تعريف الإدراك الحسي مثلًا؛ فهو يشمل العمليات المعرفية بالكامل بالإضافة إلى تلك التي تُصَنَّف عادةً على أنها إدراكية.
يحدد النقاد المغالطة المتواجدة في الحجج المتعلقة بالأنانية النفسية التي تقترح بأن جميع الأفعال التي يقوم بها الأفراد مدفوعةً بمصلحتهم الذاتية. يُعتَقَد خارج هذه الفكرة بأنّ بعض الأفراد قد يقومون بأشياء غير أنانية، كأعمال العطاء الخيري أو التضحية بالنفس مثلًا. تفسر الأنانية النفسية جميع السيناريوهات الممكنة في سياق الدوافع الأنانية (على سبيل المثال: العمل لصالح حاجات المرء هو عمل أناني)؛ ومع ذلك، يقول النقاد أنهم بذلك يعيدون تعريف الأنانية إلى الحد الذي يشمل جميع الأعمال مما يجعل المصطلح بلا معنى.